# Megalampris keyesi
Megalampris keyesi (лат.) — вид вымерших лучепёрых рыб из семейства опаховых (Lampridae), живших в олигоцене. Единственный вид в роде Megalampris.
Ископаемые остатки Megalampris keyesi найдены в регионе Отаго (о. Южный, Новой Зеландии) в верхнеолигоценовых отложениях Island Cliff Site. Это первый описанный ископаемый таксон  опахообразных (Lampriformes) из Южного полушария. Вид описан по хорошо сохранившемуся скелету в 2006 году. Рыба была похожа на обыкновенного опаха, её скелет демонстрирует специфические для опахообразных черты строения. Достигала в длину 4 метра, то есть была в два раза больше современного родственника.